# Bolachen

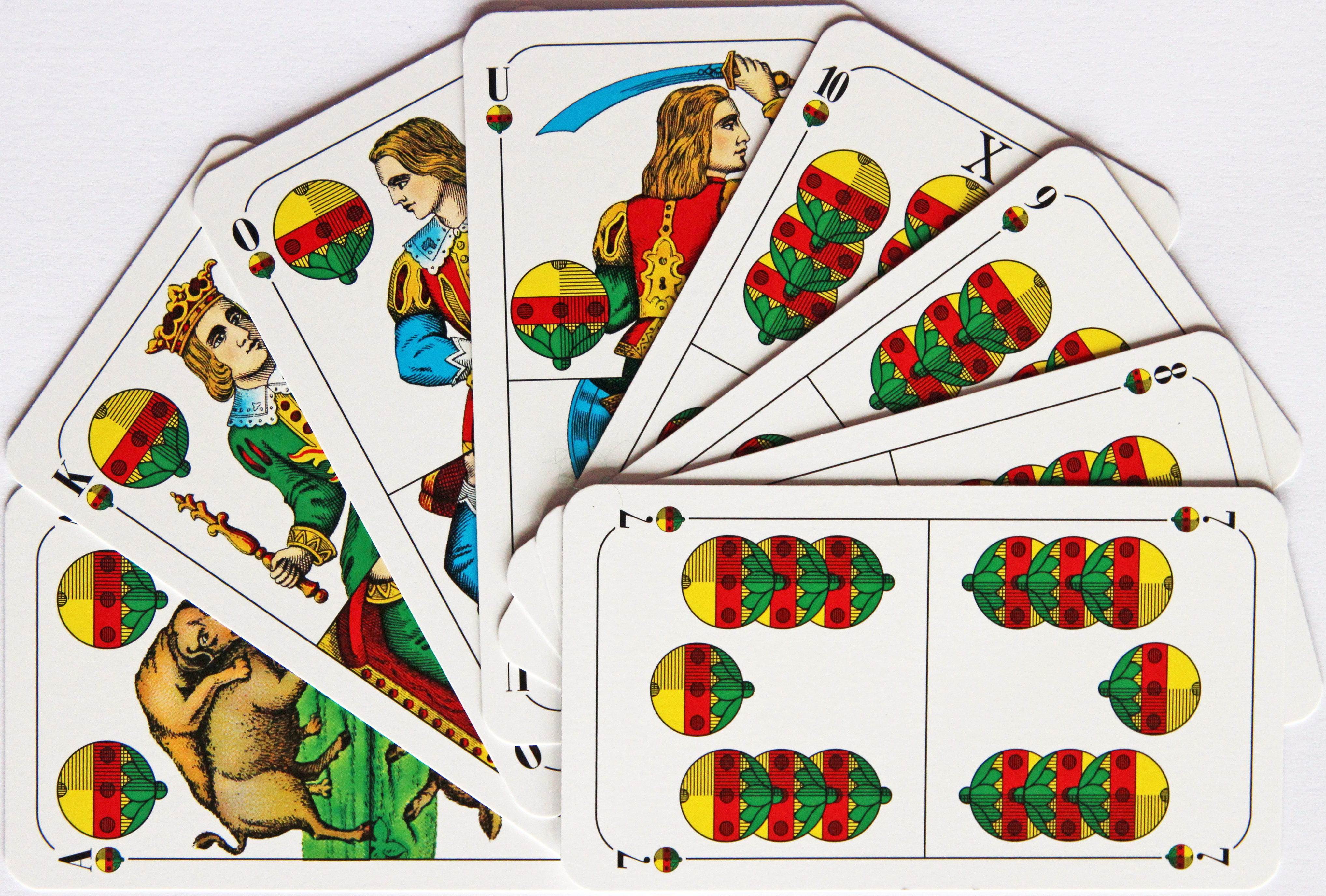
Die Schellenfarbe beim Bolachen (Bayerisches Bild)

Bolachen (Betonung liegt auf zweiter Silbe, das "E" wird auch gesprochen) ist ein oberbayerisches Kartenspiel für 3 Personen. Es ähnelt dem etwas umfangreicheren Wallachen. Es wird heute kaum noch gespielt und ist somit vom Aussterben bedroht.

## Geschichte und Verbreitung
Die Herkunft des Bolachens kann nicht genau erklärt werden aber es könnte eine Variante oder sogar ein Synonym von Préférence, auch von Geiser als "Polachen" bezeichnet, sein. Die heutige Verbreitung ist unklar, aber hauptsächlich im Rupertiwinkel bzw. Berchtesgadener Land, womöglich auch im Land Salzburg anzusiedeln. Wie das ähnliche aber komplizierte Wallachen, wird es selten heutzutage gespielt und es ist daher vom Aussterben bedroht.

## Spielmaterial
Bolachen spielt man ebenso wie Schafkopf mit deutschen Spielkarten mit bayerischem Bild. Handelsüblich sind Spielkarten mit dem Aufdruck Tarock/Schafkopf, die 36 Blatt umfassen. Zum Wallachen werden die Sechser, wie bei vielen bayerischen Kartenspielen, entfernt.
| Farben des deutschen Blattes |      |      |        |
| Schellen                     | Herz | Gras | Eichel |
|                              |      |      |        |

## Ziel des Spiels
Beim Bolachen gibt es kein festes Ziel. Genauso wie Wallachen wird es üblicherweise um Geld gespielt, was zum Beispiel eine Geldgrenze zum Bestimmen des Siegers ermöglicht.

## Rangfolge der Kartenwerte
Die Rangfolge der Kartenwerte beim Stechen ist: Ass > König > Ober > Unter > 10er > 9er > 8er > 7er
Absteigend gelten beim Auswahl des Spielenden folgende Farben: Herz > Schellen > Gras > Eichel.

## Spielablauf

### Austeilen
Der Geber wechselt im Uhrzeigersinn nach jedem Spiel. Er mischt die Karten und teilt dann jedem zuerst je drei, dann vier und dann nochmals drei Karten aus. Nach dem ersten Dreier-Austeilen werden zwei Karten als Dopper beiseitegelegt.

### Die drei Spielwege und Festlegung des Spielenden
Grundsätzlich gibt es drei Unterschiedliche Wege, mit dem der Spielende das aktuelle Spiel zu gewinnen versucht.
- Der Brand: Hierbei muss der Spielende mindestens sechs Stiche machen. Hierbei wird eine Farbe als Trumpf vom Spielenden selbst bestimmt (Wert: eine Geldeinheit).
- Der Bettel: Dabei darf der Spielende keinen Stich machen (Wert: zwei Geldeinheiten).
- Der Mord: Bei diesem Weg müssen alle Stiche gemacht werden (Wert: drei Geldeinheiten).

Der Spieler links vom Geber bekundet als Erstes, „was er spielen will“, oder auch, dass er nichts spielt. Der nächste Spieler tut dasselbe, der Geber muss im Falle, dass kein anderer spielen will, selbst spielen.
Dabei gelten folgende Regeln:
- Es spielt immer nur eine Person, und zwar die, die das wertvollste Spiel auswählt. Dabei gilt die folgende Abfolge: Mord > Bettel > Herz Brand > Schellen Brand > Gras Brand > Eichel Brand.
- Wollen zwei Leute ein gleichwertiges Spiel spielen, spielt derjenige, der zuerst dies bekunden würde (also in der Reihenfolge ab links vom Geber).
- Im Normalfall muss ein Spieler für einen Brand erst die Trumpffarbe bestimmen, wenn er den Dopper eingesehen hat. Wollen aber mehr Spieler einen Brand versuchen, so muss schon vorher der Trumpf bestimmt werden, danach kann der Spieler nur noch zu einem höherwertigen Trumpf oder Spiel (Bettel oder Mord) wechseln.

### Der Spielstart und der Ablauf
Sobald der Spieler festgelegt wurde, darf dieser den Dopper einsehen und bei Bedarf eine oder beide Karten daraus gegen eine bzw. zwei eigene Karten austauschen. Dabei muss aber zum Spielstart das Blatt immer 10 Karten beinhalten. Eine Ausnahme für das Einsehen tritt dann auf, wenn ein Mord oder Bettel gespielt wird. Dann darf nämlich der Spieler vor dem Einsehen eine Karte rufen, die der entsprechende Besitzer mit dem Spieler gegen eine Karte dessen tauschen muss. Danach dürfen erst Karten mit dem Dopper getauscht werden.
Jetzt beginnt eine übliche Stechrunde wie beim Watten oder anderen Spielen, bis alle Karten gespielt sind. Dabei startet immer der vorher Stechende eine neue Stechrunde, beziehungsweise bei der ersten Runde der Spieler.
Es existieren jedoch wichtige Eigenheiten beim Bolachen:
- Eine Trumpffarbe gibt es nur beim Brand, ansonsten sticht die höchste Karte der angespielten Farbe.
- Es existiert Trumpf- bzw. Farbzwang (Zugeben des angespielten Trumpfes bzw. der angespielten Farbe).
- Es existiert Stechzwang, allerdings nur, solange die Karte noch nicht gestochen wurde. Spielt der Spieler eine Karte an und der erste Nichtspieler sticht, ist der zweite Nichtspieler vom Stechzwang befreit (nicht aber vom Farb-/Trumpfzwang).

Bei einem Sieg des Spielers muss diesem von jedem Nichtspieler der Spielwert gezahlt werden, bei einer Niederlage zahlt der Spieler jedem Nichtspieler den Spielwert.